# Nymphidium galactina
Nymphidium galactina är en fjärilsart som beskrevs av Hans Ferdinand Emil Julius Stichel 1911. Nymphidium galactina ingår i släktet Nymphidium och familjen Riodinidae. Inga underarter finns listade i Catalogue of Life.